# Manfred Wende
Manfred Wende (* 23. Dezember 1927 in Breslau; † 3. August 2015 in Stuttgart) war ein deutscher Journalist und Politiker (SPD).

## Leben und Beruf
Wende besuchte das Gymnasium in Stuttgart, musste seinen Schulbesuch aber unterbrechen und nahm von 1943 bis 1945 als Luftwaffenhelfer am Zweiten Weltkrieg teil. Nach dem Kriegsende setzte er seine schulische Laufbahn fort, bestand 1947 das Abitur und arbeitete seit 1948 als Journalist beim Süddeutschen Rundfunk (SDR), unter anderem als Programmleiter der Hörfunkwerbung.
Wende trat 1962 in die SPD ein und war seit 1966 stellvertretender Vorsitzender des SPD-Kreisverbandes Waiblingen.
Von 1965 bis 1969 war Wende Ratsmitglied der Stadt Reutlingen und von 1971 bis 1973 Kreistagsmitglied des Kreises Waiblingen. Nach der Kommunalen Neugliederung war er von 1973 bis 1978 Kreistagsmitglied des Rems-Murr-Kreises. Dem Deutschen Bundestag gehörte er von 1969 bis 1976 an. Im Parlament vertrat er den Wahlkreis Waiblingen.
Aus gesundheitlichen Gründen zog sich Wende 1976 aus dem Bundestag zurück und lebte in Bad Wildbad. Zusammen mit seiner Frau, der ehemaligen Schauspielerin Kristina Schober-Wende (1949–2003), verfasste er 2002 das Buch Köpfe aus der Region Stuttgart. Manfred Wende ist auf dem Wildbader Waldfriedhof bestattet.

## Publikationen
- mit Kristina Schober-Wende: Köpfe aus der Region Stuttgart. Hohenheim-Verlag, Leipzig 2002, ISBN 3-89850-078-0

## Ehrungen
- 1994: Verdienstkreuz 1. Klasse der Bundesrepublik Deutschland